# Carbure d'aluminium
Le carbure d'aluminium est un composé inorganique de formule Al4C3. 

## Occurrence
De petites quantités de carbure d'aluminium sont des impuretés classiques dans le carbure de calcium technique. Dans la fabrication électrolytique de l'aluminium, du carbure d'aluminium se forme comme produit de corrosion des électrodes de graphite.
Dans les composites à matrice métallique à base de matrice d'aluminium renforcé par des carbures métalliques (carbure de silicium, carbure de bore, etc.) ou par des fibres de carbone, du carbure d'aluminium se forme parfois de façon non voulue. Dans le cas de présence de fibre de carbone, elle réagit avec la matrice d'aluminium à des températures supérieures à 500 °C. Dans le cas des composites à matrice d'aluminium renforcés en carbure de silicium, la réaction entre SiC et l'aluminium fondu produit une couche de carbure d'aluminium sur les particules de carbure de silicium ce qui réduit la résistance du matériau et augmente la mouillabilité des particules de SiC. Cette tendance peut être freinée en couvrant les particules de carbure de silicium avec un oxyde ou un nitrure adapté, en pré-oxydant les particules pour former une couche de dioxyde de silicium protectrice, ou en utilisant une couche de  métal sacrificiel.

## Propriétés
Le carbure d'aluminium se présente sous la forme de cristaux jaunes à bruns. Il est stable jusqu'à 1 400 °C et se décompose dans l'eau en produisant du méthane.

## Structure
Le carbure d'aluminium présente une structure cristalline inhabituelle qui consiste en deux types de couches. Il est basé sur des tétraèdres de AlC4 de deux types et de deux types d'atomes de carbone. L'un est entouré par un octaèdre déformé de six atomes d'aluminium distants de 217 pm. L'autre est entouré par quatre atomes d'aluminium distants de 190–194 pm et d'un cinquième à 221 pm.

## Préparation
Le carbure d'aluminium est préparé par réaction directe entre l'aluminium et le carbone dans un four à arc électrique :
4 Al + 3 C → Al4C3
Une alternative consiste à faire réagir de l'alumine avec du carbone, mais cette méthode produit du monoxyde de carbone :
2 Al2O3 + 9 C → Al4C3 + 6 CO
Le carbure de silicium réagit aussi avec l'aluminium pour former du carbure d'aluminium :
4 Al + 3 SiC → Al4C3 + 3 Si
Cette conversion limite les applications mécaniques de SiC, car Al4C3 est plus fragile. 
Un matériau composite aluminium-carbure d'aluminium peut être formé par mécanosynthèse (en), en broyant de la poudre d'aluminium avec des particules de graphite.

## Applications
Les particules de carbure d'aluminium finement dispersées dans une matrice d'aluminium réduisent la tendance du matériau à fluer, particulièrement en combinaison avec des particules de carbure de silicium.
Le carbure de silicium[à vérifier] peut être utilisé comme abrasif dans les outils de coupe à haute vitesse. Il a approximativement la même dureté que la topaze.
Le carbure de silicium[à vérifier] est aussi utilisé pour extraire les métaux des oxydes métalliques.